# 大城孝蔵
大城 孝蔵（おおしろ こうぞう、1881年2月10日 - 1935年10月30日）は、明治から昭和にかけて活躍した沖縄県国頭郡金武町金武区出身のフィリピン移民監督である。その功績などから「フィリピン移民の父」「フィリピン開拓の父」などと称される。

## 概要
金武尋常小学校卒業、東京帝大農学実科中退。金武尋常小学校時代の教師であった當山久三の勧めで、1904年には沖縄県初のフィリピン移住民の監督としてルソン島に渡った。
ルソン島では避暑地のバギオに通じるルソン島のベンゲット道路の工事に携わり、劣悪な居住環境やコレラ・赤痢などの病気が原因で、移民1500人のうち700人の犠牲者を出しながらも、道路工事を完成させた。道路工事完成後に失業したことを受けて、移民をミンダナオ島のダバオに引き連れてからはマニラ麻の栽培に成功し、農業移民の基盤を築き上げるとともに、ダバオ市の発展に寄与した。
1907年には太田恭三郎とともに太田興業を設立し、バゴ地区の開拓に従事してバゴ地区での麻山経営の事業に成功し、2代目の副社長に任じられた。
1918年にダバオで日本人会を設立し、初代会長となった。動力応用麻挽機の発明も行なった。原住民に慕われていたことから、現在でも地名の一つ「バゴセロ」（バゴ・オーシロ、Bago Oshiro）にその名を残している。2004年には上ヌ毛公園に銅像が建立されている。